# Montgomery (Virgínia Ocidental)
Montgomery é uma cidade localizada no estado norte-americano de Virgínia Ocidental, no Condado de Fayette e Condado de Kanawha.

## Demografia
Segundo o censo norte-americano de 2000, a sua população era de 1942 habitantes.
Em 2006, foi estimada uma população de 1926, um decréscimo de 16 (-0.8%).

## Geografia
De acordo com o United States Census Bureau tem uma área de
4,1 km², dos quais 4,1 km² cobertos por terra e 0,0 km² cobertos por água. Montgomery localiza-se a aproximadamente 194 m acima do nível do mar.

## Localidades na vizinhança
O diagrama seguinte representa as localidades num raio de 12 km ao redor de Montgomery.